# Mas d'en Grimau
El Mas d'en Grimau és una masia gòtica de Tarragona protegida com a Bé Cultural d'Interès Local.

## Descripció
Mas gran, format per l'encavalcament de diversos cossos. Destaca la torre cilíndrica d'estil gòtic i de factura semblant a la de la Mora, i per això hom suposa que són de la mateixa època. És una de les torres més boniques i més malmeses del terme. Resta un matacà a la part alta.